# Beatriz Dizotti
Beatriz Pimentel Dizotti (São Paulo, 13 de abril de 2000) é uma nadadora brasileira. Ela representou o Brasil nos Jogos Olímpicos de Verão de 2020, que também marcou sua estreia nas Olimpíadas.

## Biografia e carreira
Dizotti é natural da cidade de São Paulo.
Ela competiu nos 1500 metros livres femininos durante os Jogos Olímpicos de Verão de 2020 – realizados em 2021 – que ocorreram em Tóquio, no Japão. Esses foram os primeiros Jogos Olímpicos onde as mulheres foram autorizadas a competir nos 1.500 metros livres.
No Campeonato Mundial de Esportes Aquáticos de 2022, em Budapeste, na Hungria, na prova dos 1500 metros livre feminino, ela terminou em sexto lugar com o tempo de 16m05s25, novo recorde brasileiro e melhor posição já obtida por uma brasileira na prova.
Em 29 de outubro de 2022, Dizotti conquistou a medalha de prata na prova de 1.500 metros livre em piscina curta na Copa do Mundo de Natação FINA 2022 em Toronto, no Canadá, terminando com recorde brasileiro e melhor tempo pessoal de 15m48s82. Um dia antes, ela ficou em décimo lugar nos 400 metros livres com 4m13s89 e em nono nos 200 metros borboleta com 2m17s11, ambos em aproximadamente uma hora. No mês seguinte, em 30 de novembro, ela ficou em quarto lugar nos 800 metros livres no Campeonato Aberto de Natação dos Estados Unidos de 2022, realizado em Greensboro, Estados Unidos, com o tempo de 8m40s10. No dia seguinte ela terminou em terceiro com o tempo de 4m18s24 na final-B dos 400 metros livres. No quarto e último dia, conquistou a medalha de prata nos 1.500 metros livres com o tempo de 16m18s40.
No Campeonato Mundial de Esportes Aquáticos de 2023, em Fukuoka, no Japão, ela se manteve entre as melhores do mundo, terminando em 7.º lugar nos 1.500 metros livre feminino, quebrando o recorde brasileiro nas eliminatórias, com o tempo de 16m01s95. Ela também terminou em 13º nos 800 metros livres femininos.

## Principais conquistas
Jogos Sul-Americanos
- Bronze – 800 metros livre (Cochabamba 2018)[2]

Copa do Mundo de Natação FINA
- Prata – 1500 metros livre em piscina curta (Toronto 2022)